# Последняя сказка Риты (саундтрек)
«Последняя сказка Риты» — саундтрек российской певицы Земфиры к фильму Ренаты Литвиновой «Последняя сказка Риты».

## Предыстория
14 сентября 2011 года начал работать официальный сайт фильма «Последняя сказка Риты» (режиссёр — Рената Литвинова), музыку к которому написала Земфира. В трейлере фильма звучит гитарная вариация на тему «Танца с саблями» Арама Хачатуряна, а также фрагмент неизвестной песни самой артистки.
На официальном сайте фильма Земфира прокомментировала свою работу в картине: «Предложение написать музыку к фильму восприняла как должное, а кто же ещё напишет Ренате музыку? С другой стороны, я не могу сказать, что понимаю кинопроцесс и законы жанра. Тем интереснее. Музыка в нашем фильме будет непохожей на остальные саундтреки, хотя бы потому, что я не знаю как „нужно“. В процессе узнала много нового, присутствовала на озвучивании. Странная вещь, вроде бы мы (музыканты и кинозвукорежиссёры) по сути занимаемся одним и тем же, звуком, но разница в подходе и принципах огромная! Хороший опыт. Буду счастлива, если музыка будет помогать фильму, а не отвлекать или раздражать».

## Список композиций
Слова и музыка всех песен — Земфира Рамазанова.
| №                   | Название            | Длительность |
| ------------------- | ------------------- | ------------ |
| 1.                  | «Интро»             | 2:09         |
| 2.                  | «Сон 1»             | 2:07         |
| 3.                  | «Коля»              | 1:48         |
| 4.                  | «Не надо»           | 3:18         |
| 5.                  | «Сказка lite»       | 1:45         |
| 6.                  | «Сон 2»             | 3:55         |
| 7.                  | «Похоронила»        | 3:30         |
| 8.                  | «Сказка»            | 2:57         |
| 9.                  | «Красота»           | 1:52         |
| 10.                 | «Дождь»             | 4:41         |
| 11.                 | «Про любовь»        | 1:44         |
| Общая длительность: | Общая длительность: | 29:46        |

В песне «Не надо» использована музыка из балета «Гаянэ» Арама Хачатуряна «Танец с саблями».
В песне «Похоронила» использован фрагмент записи «Alleluia Video Caelos Apertos» Schola Hungarica Choir.

## Награды и номинации
| Год  | Награда                                        | Номинированная работа   | Категория              | Результат |
| ---- | ---------------------------------------------- | ----------------------- | ---------------------- | --------- |
| 2013 | Национальная кинематографическая премия «Ника» | «Последняя сказка Риты» | Лучшая музыка к фильму | Номинация |